# Châlons-sur-Vesle

Châlons-sur-Vesle este o comună în departamentul Marne, Franța. În 2009 avea o populație de 163 de locuitori.